# Frentanere
Frentanerne var et af de oprindelige folk i det centrale Italien, og de var bosat i et område på østkysten, fra Apenninerne til Adriaterhavet. Mod syd grænsede deres land op til Apulien ved floden Frento, den nuværende Foltore, og mod nord grænsede de op til marrucinerne. Mod vest stødte en del af grænsen op til det område, der var beboet af samnitterne, et folk frentanerne havde tæt kontakt med. Man mener, at frentanerne oprindeligt var en samnittisk stamme. Scylax regner således hele kystlinjen fra Apulien til Picenium med til det Samnittiske område. Frentanernes grænser er ikke helt nøjagtigt defineret, og beskrivelser hos de antikke geografer variere en del: Larinum, med et territorium fra floden Tifernus (nutidens Biferno) til Frento), bliver af nogle omtalt som en frentansk by, mens de fleste andre geografer regner den med til Apulia, og de gør således floden Tifernus (Biferno) til frentanernes sydgrænse. Nordgrænsen for frentanernes område er også imdiskuteret. Både Strabo and Ptolemæus er enige om, at den går ved floden Sagrus (nutidens Sangro), mens Plinius lægger grænsen så langt nordpå som floden Aternus, og Mela hævder, at de havde både udmundingen af denne flod og af Matrinus. De sidste udsagn er helt sikkert unøjagtige, idet Strabo beretter, at marrucinerne beboede Aternus' højre bred ned til udmundingen. mens Vestinerne havde venstre bred. Det står klart, at Ortona og Anxanum (nutidens Lanciano), som begge ligger nord for Sagrus, var frentanske byer. Ptolemæus regner ligeledes Anxanum med til fretansk område, mens Strabo beskriver Ortona som frentanernes havneby, selv om han fejlagtigt placerer den syd for Sagrus-floden. Grænsen mod vest var ikke klart defineret. Man regner med, at frentanerne beboede de lavestliggende dele af Apenninerne og bakkerne ud mod havet, mens de højereliggende områder formentlig var samniske. 

## Historie
Frentanerne beskrives af Strabo som et samnittisk folkeslag, og hvilket adskiller dem fra marrucinerne, pelignerne og vestinerne, som de ellers har meget til fælles med. De optræder i historien som et selvstændigt folk med egne nationale strukturer. Skønt de på et tidligere tidligere tidspunkt (som foreslået af Niebuhr) kan have været en af de fire stammer i det samnittiske forbund, så fremtræder de som selvstændige på det tidspunkt i 4. århundrede f.Kr., hvor de kommer i konflikt med romerne. Deres indsats i den lange kamp mellem samnitter og romere er i høj grad med til at understøtte påstanden om et selvstændigt folk. I 319 f.Kr., hvor deres navn for første gang optræder i historiebøgerne, er de i krig med Rom, men de bliver hurtigt slået og pacificeret. Nogle år senere (304 f.Kr.), ved afslutningen af den anden Samniske krig, nævnes frentanerne igen, sammen med marserne, marrucinerne og pelignerne, som nationer, der frivilligt anmoder Rom om at komme med i en alliance, og denne alliance ser de ud til at have overholdt i et par århundreder. Der findes således en beskrivelse af de frentaniske hjælpetroppers deltagelse i romernes krig mod Pyrrhus, og en af deres officerer, Oblacus, udmærker sig i slaget ved Heracleia. De gav endnu mere slående beviser på deres loyalitet i 2. Puniske krig, hvor de fortsatte med at støtte den romerske sag, selv efter slaget ved Cannae, hvor mange andre romerske allierede, herunder de fleste af samnitterne, gik over til Hannibal.
I hele den omtalte periode ser det ud som om de har haft længt tættere politiske bånd til deres naboer marrucinerne, pelignerne og vestinerne, end til deres slægtninge samnitterne. På trods af deres ry for trofasthed, deltager frentanerne alligevel i oprøret mod romerne under Forbundsfællekrigen, 90 f.Kr.. De ser ikke ud til at have været fremtrædende deltagere i krigen, og man kan blot antage, at de fik romersk borgerskab og derefter overtog romersk skik og tale på samme måde som nabostammerne. Julius Cæsar drog gennem området ved borgerkrigens begyndelse i 49 f.Kr. uden at møde modstand, og det er sidste gang, stammen omtales i historien. Da kejser Augustus inddelte den italienske halvø i regioner, kom frentanerne i region med marrucinerne, pelignierne, marserne m.fl., men på et senere tidspunkt ser de ud til at være overflyttet til region IV, Samnium.

## Geografi
Frentanernes område var obervejende kuperet, men frugtbart. Det krydses af adskillige floder, som har deres udspring højt oppe i de samniske bjerge, og som derfra løber ud i Adriaterhavet. De vigtigste er Tifernus, der som nævnt udgjorde sydgrænsen, Trinius (nutidens Trigno), der i følge Plinius havde en god havn i flodmundingen, samt Sagrus (Sangro), en meget vigtig flod, der løber ud i Adriaterhavet cirka midtvejs mellem Histonium (nutidens Vasto) og Ortona. Kysten langs denne del af Adriaterhavet har kun ganske få fremspring og bugter, og ingen naturlige havne. Flodmundingerne samt de to landtanger ved Termoli og Punta della Penna var de eneste brugbare ankerpladser. 